# Vítor Júnior
Vítor Silva Assis de Oliveira Júnior couramment appelé Vítor Júnior est un footballeur brésilien né le 15 septembre 1986 à Porto Alegre. Il évolue au poste de milieu offensif au Royal Thai Navy FC.

## Palmarès
- Champion de Croatie en 2006 avec le Dinamo Zagreb